# バクシード
WGPバクシード（ウェブグランプリバクシード）とは、かつてバンダイより発売されていた、四輪駆動の小型動力付き自動車模型である。「爆シード」とも表記されることもある。

## 概要
タミヤから発売されているミニ四駆と同様、小型電動機（モーター）を搭載した四輪駆動の模型で単3型乾電池を動力源として専用コース内を走行するレーシングホビーである。

## ミニ四駆との差異
ミニ四駆と異なる点として、以下のような事が挙げられる。
- インターネットを介して同一コースレイアウトでタイムを競うWEB（ウェブ）グランプリシステムの導入
- 青島文化教材社・GSIクレオス・ミツワモデル・京商・WAVEなどの模型メーカーにライセンスを発給し各メーカーが互換性のあるマシンやパーツを販売。
なお、かつてアオシマは「テクニ四駆」、GSIクレオスはグンゼ産業時代に「超速4駆」をリリースしていた。また、京商製のラジコンカーをモデルにしたキットが東京マルイから「ジュニア4WDオフロードレーサー」シリーズとして発売されていた。
- パナソニックとタイアップを行いオキシライド乾電池が公式乾電池として使用。
バクシードが展開されていた当時、ミニ四駆の公式レギュレーションではアルカリ・マンガン・ニカド電池しか使用が認められていなかった。その後ルール改定があり、ニッケル水素電池『ネオチャンプ』が追加された。ミニ四駆公認競技会では、富士通乾電池が毎年夏季～秋季に開催される『ジャパンカップ』のスポンサーになっており、通常の公認競技会で使用できるタミヤ製電池の他に、富士通製の電池も使用を認められている。

## 歴史
2004年10月頃に誕生。発売当初から『機動戦士ガンダムSEED DESTINY』などのCMで宣伝したり、テレビ東京系番組『爆速！スピードキング』において、お笑い芸人のカラテカによって面白さをテレビを通して広めたりした。
ユーザーからの意見が多く取り入れられて、シャーシパーツの大幅な改善が施されたり、フロントユニットとリヤユニットを交換して、モーター位置を変更できるシャーシも発売された。
マシンはほぼ毎月ペースで販売され、オリジナルモデルのみならず、スーパーGTを中心にした実車モデルも存在した。
公式大会は各地でネットを通じてリアルタイムで開かれた。現在は終了しているが、一部模型店やラジコンショップでは未だに街角レースが行われている。
知名度が上りつつあったものの、誕生から1年後、2005年11月タミヤからダブルシャフトモーターを搭載した「ミニ四駆PRO」が発売されたのを機に人気が下火になった。その4年後の2009年には公式ウェブサイト(www.bakuseed.com)が閉鎖され、バクシードは販売を終了した。なお後にバンダイは「www.bakuseed.com」のドメインを放棄し、現在は「バクシード」を名乗るまったく無関係なアダルトサイトになっている。

## 関連玩具
バンダイではバクシード以外にも、以下のような同様の趣旨の玩具を発売している。
- 1988年に「ハイパーレーサー4WD(II)」シリーズとして四輪駆動型のレーシングホビーをリリースしていた。タミヤのレーサーミニ四駆世代のモデルで、はじめから高性能モーターが入ってたり、四駆と二駆の切り替えができるのが特徴だった。バクシードとは部品の互換性は全くない。
- 2001年に、レーシング要素のないアタックバトル玩具『クラッシュギア』を発売。派生玩具として2010年に『SDガンダム三国伝 騎馬ブレイカー』、2012年に『ダンボール戦機 ライディングソーサ』が発売。
- 2016年に『ゲキドライヴ』を発売。専用のフリーレーンを使用するレーシングホビー。『コロコロコミック』にてミニ四駆に代わる形で毎号情報が掲載されている。